# Tallero dell'Assia-Kassel
Il tallero è stata la moneta principale del Langraviato, poi Elettorato di Assia-Kassel fino al 1858. Fino al 1807, il tallero era suddiviso in 32 Albus, ognuno di 12 Heller. Valeva 3/4 del Conventionsthaler.
Nel 1806, Guglielmo I venne deposto da Napoleone e Kassel divenne la capitale del nuovo Regno di Vestfalia governato dal fratello di Napoleone Girolamo Bonaparte come Re.
Tra il 1807 ed il 1813 in Assia-Kassel circolarono il tallero e il franco della Vestfalia.
Il tallero e lo Heller furono reintrodotti nel 1813, ma senza l'Albus (l'ultima moneta denominata Albus era stata emessa il 1782). Ora 384 Heller = 1 Thaler. Nel 1819 il tallero fu reso uguale al tallero Prussiano. Nel 1841 fu introdotto un nuovo sistema monetario in cui il tallero era diviso in 30 Silbergroschen, ognuno di 12 Heller.
Questo tallero fu poi sostituito alla pari dal Vereinsthaler.
Durante il regno di Federico II d'Assia-Kassel, nella seconda metà del Settecento, vennero coniati anche i Blutdollar, una variante dei talleri nazionali, utilizzata per pagare specificatamente il contingente mercenario inviato al fianco della Gran Bretagna a combattere in Nord America nelle guerre della rivoluzione americana.